# Diimina
Diimina, ou DIM  é um composto orgânico formulado em C8H16N2. É um sólido de ação similar a Capsaicina e gás CS. É um agente químico usado como atordoante. Apresenta relativa basicidade. É um potencial estabilizante de agentes G.